# Molophilus (Molophilus) vallisspei
Molophilus (Molophilus) vallisspei is een tweevleugelige uit de familie steltmuggen (Limoniidae). De soort komt voor in het Australaziatisch gebied.